# Au bout du bout du banc
Pour plus de détails, voir Fiche technique et Distribution.
Au bout du bout du banc est un film français de Peter Kassovitz sorti en 1979.

## Synopsis
Comme chaque année, Ben et son jeune fils Mathias sont à l'aéroport d'Orly pour accueillir Élie, leur père et grand-père, qui arrive d'Israël et Isaac, leur grand-père et arrière-grand-père, qui vient, lui, de Nice, fêter avec eux son anniversaire. 
Isaac est nonagénaire, Élie sexagénaire, Ben quadragénaire et Mathias a dix ans. À peine la famille s'est-elle reconstituée dans le pavillon de banlieue qu'habite Ben qu'une absence se fait cruellement sentir. La femme de Ben, Peggy, vient en effet de quitter son mari pour aller vivre chez des amis. Elle n'en réapparaît pas moins épisodiquement pour s'occuper de son fils et dire son fait à Ben. Pendant ces quelques jours, Élie passe le plus clair de son temps en prière quand il ne tente pas d'obtenir en PCV son ex-femme qui vit aux États-Unis. 
Mathias va à l'école et Ben travaille dans une agence de publicité. Amoureux d'une fleuriste niçoise, Isaac attend, lui, dans l'angoisse, la lettre qui décidera de son avenir sentimental. Or la réponse est négative et il met brusquement fin à ses jours. La famille est consternée devant cette disparition subite. Et Mathias comprend alors le sens des paroles de son arrière-grand-père quand celui-ci tentait de lui expliquer pourquoi certaines générations devaient disparaître pour laisser la place aux suivantes et ainsi de suite…

## Fiche technique
- Titre : Au bout du bout du banc
- Réalisation : Peter Kassovitz, assisté d'Alain-Michel Blanc et Marc Guilbert
- Scénario : Peter Kassovitz et Élie Pressmann
- Décors : Christian Varini
- Costumes : Michel Bachoz
- Photographie : Étienne Szabo
- Montage : Chantal Rémy
- Musique : Georges Moustaki
- Sociétés de production :  Les Films de la Drouette, Les Films de la Tour
- Format : Couleur (Eastmancolor) - 2,35:1 - 35 mm - Son mono
- Pays d'origine :  France
- Genre : Comédie dramatique
- Durée : 105 minutes
- Date de sortie : 
  - France - 6 juin 1979
- Numéro de visa : 49805

## Distribution
- Victor Lanoux : Ben Oppenheim
- Jane Birkin : Peggy
- Georges Wilson : Elie Oppenheim
- Mathieu Kassovitz : Mathias Oppenheim
- Henri Crémieux : Isaac Oppenheim
- Patrick Chesnais : Billy
- Max Vialle : Alex
- Yvonne Clech : Irène Boyer
- Georges Staquet : M. Boyer
- Florence Giorgetti : Brigitte
- Odette Laure : l'employée de la poste
- Stéphanie Lanoux : la fillette